# 菲利普·迈克尔·托马斯
菲利普·迈克尔·托马斯（英語：Philip Michael Thomas，1949年5月26日—），生于俄亥俄州哥伦布，美國出身知名黑人演員，代表作是1972年著名科幻片電影《星艦迷航記》及1984年電視影集《邁阿密風雲》與唐強生膚色不同搭配共演男主角。